# Begonia irmscheri
Espèce
Synonymes
- Begoniella angustifolia Oliv.[1]

Begonia irmscheri est une espèce de plantes de la famille des Begoniaceae.
L'espèce fait partie de la section Semibegoniella.
Elle a été décrite en 1955 par Lyman Bradford Smith (1904-1997) et Bernice Giduz Schubert (1913-2000). L'épithète spécifique est un hommage aux travaux sur les bégonias du botaniste allemand Edgar Irmscher (1887-1968).

## Répartition géographique
Cette espèce est originaire du pays suivant : Colombie.